# Simhopp vid världsmästerskapen i simsport 2024 – Herrarnas 3 meter svikt
Herrarnas 3 meter svikt i simhopp vid världsmästerskapen i simsport 2024 avgjordes mellan den 6 och 7 februari 2024 i Hamad Aquatic Centre i Doha i Qatar.
Kinesiske Wang Zongyuan tog guld, kinesiske Xie Siyi tog silver och mexikanske Osmar Olvera tog brons.

## Resultat
Kvalet startade den 6 februari klockan 10:02. Semifinalen startade den 7 februari klockan 10:02. Finalen startade den 7 februari klockan 18:32.
Grön bakgrund betyder att simhopparen gick vidare till finalen
Blå bakgrund  betyder att simhopparen tog sig till semifinalen
| Placering | Simhoppare              | Nationalitet            | Kval   | Kval      | Semifinal        | Semifinal        | Final            | Final            |
| Placering | Simhoppare              | Nationalitet            | Poäng  | Placering | Poäng            | Placering        | Poäng            | Placering        |
| --------- | ----------------------- | ----------------------- | ------ | --------- | ---------------- | ---------------- | ---------------- | ---------------- |
| 1         | Wang Zongyuan           | Kina                    | 474,30 | 2         | 469,95           | 2                | 538,70           | 1                |
| 2         | Xie Siyi                | Kina                    | 493,05 | 1         | 518,00           | 1                | 516,10           | 2                |
| 3         | Osmar Olvera            | Mexiko                  | 445,55 | 3         | 458,35           | 3                | 498,40           | 3                |
| 4         | Luis Uribe              | Colombia                | 381,95 | 13        | 440,75           | 4                | 443,15           | 4                |
| 5         | Jules Bouyer            | Frankrike               | 404,25 | 7         | 422,55           | 6                | 439,50           | 5                |
| 6         | Ross Haslam             | Storbritannien          | 429,05 | 4         | 427,00           | 5                | 438,60           | 6                |
| 7         | Moritz Wesemann         | Tyskland                | 412,45 | 5         | 392,50           | 10               | 433,75           | 7                |
| 8         | Woo Ha-ram              | Sydkorea                | 380,20 | 15        | 392,95           | 9                | 424,50           | 8                |
| 9         | Sho Sakai               | Japan                   | 383,50 | 12        | 393,25           | 8                | 414,60           | 9                |
| 10        | Li Shixin               | Australien              | 389,55 | 8         | 398,20           | 7                | 406,40           | 10               |
| 11        | Gwendal Bisch           | Frankrike               | 371,75 | 18        | 387,30           | 11               | 380,80           | 11               |
| 12        | Lorenzo Marsaglia       | Italien                 | 377,65 | 16        | 372,50           | 12               | 366,25           | 12               |
| 13        | Jonathan Ruvalcaba      | Dominikanska republiken | 387,15 | 9         | 371,75           | 13               | Gick inte vidare | Gick inte vidare |
| 14        | Yona Knight-Wisdom      | Jamaica                 | 385,65 | 11        | 368,95           | 14               | Gick inte vidare | Gick inte vidare |
| 15        | Yi Jae-gyeong           | Sydkorea                | 381,60 | 14        | 367,85           | 15               | Gick inte vidare | Gick inte vidare |
| 16        | Mohamed Farouk          | Egypten                 | 404,70 | 6         | 366,80           | 16               | Gick inte vidare | Gick inte vidare |
| 17        | Jake Passmore           | Irland                  | 374,15 | 17        | 364,50           | 17               | Gick inte vidare | Gick inte vidare |
| 18        | Alexander Lube          | Tyskland                | 387,05 | 10        | 335,45           | 18               | Gick inte vidare | Gick inte vidare |
| 19        | Haruki Suyama           | Japan                   | 371,40 | 19        | Gick inte vidare | Gick inte vidare | Gick inte vidare | Gick inte vidare |
| 20        | Jack Laugher            | Storbritannien          | 363,10 | 20        | Gick inte vidare | Gick inte vidare | Gick inte vidare | Gick inte vidare |
| 21        | Giovanni Tocci          | Italien                 | 359,00 | 21        | Gick inte vidare | Gick inte vidare | Gick inte vidare | Gick inte vidare |
| 22        | Frandiel Gómez          | Dominikanska republiken | 356,85 | 22        | Gick inte vidare | Gick inte vidare | Gick inte vidare | Gick inte vidare |
| 23        | Ooi Tze Liang           | Malaysia                | 352,10 | 23        | Gick inte vidare | Gick inte vidare | Gick inte vidare | Gick inte vidare |
| 24        | Matej Nevešćanin        | Kroatien                | 351,75 | 24        | Gick inte vidare | Gick inte vidare | Gick inte vidare | Gick inte vidare |
| 25        | Adrián Abadía           | Spanien                 | 348,20 | 25        | Gick inte vidare | Gick inte vidare | Gick inte vidare | Gick inte vidare |
| 26        | Liam Stone              | Nya Zeeland             | 344,30 | 26        | Gick inte vidare | Gick inte vidare | Gick inte vidare | Gick inte vidare |
| 27        | Emanuel Vázquez         | Puerto Rico             | 343,80 | 27        | Gick inte vidare | Gick inte vidare | Gick inte vidare | Gick inte vidare |
| 28        | Nicolás García          | Spanien                 | 342,75 | 28        | Gick inte vidare | Gick inte vidare | Gick inte vidare | Gick inte vidare |
| 29        | Tyler Downs             | USA                     | 342,35 | 29        | Gick inte vidare | Gick inte vidare | Gick inte vidare | Gick inte vidare |
| 30        | Nikolaj Schaller        | Österrike               | 341,55 | 30        | Gick inte vidare | Gick inte vidare | Gick inte vidare | Gick inte vidare |
| 31        | Rodrigo Diego           | Mexiko                  | 340,40 | 31        | Gick inte vidare | Gick inte vidare | Gick inte vidare | Gick inte vidare |
| 32        | Frazer Tavener          | Nya Zeeland             | 338,55 | 32        | Gick inte vidare | Gick inte vidare | Gick inte vidare | Gick inte vidare |
| 32        | Kurtis Mathews          | Australien              | 338,55 | 32        | Gick inte vidare | Gick inte vidare | Gick inte vidare | Gick inte vidare |
| 34        | Cédric Fofana           | Kanada                  | 338,20 | 34        | Gick inte vidare | Gick inte vidare | Gick inte vidare | Gick inte vidare |
| 35        | Jonathan Suckow         | Schweiz                 | 332,45 | 35        | Gick inte vidare | Gick inte vidare | Gick inte vidare | Gick inte vidare |
| 36        | Carson Paul             | Kanada                  | 330,80 | 36        | Gick inte vidare | Gick inte vidare | Gick inte vidare | Gick inte vidare |
| 37        | Grayson Campbell        | USA                     | 328,00 | 37        | Gick inte vidare | Gick inte vidare | Gick inte vidare | Gick inte vidare |
| 38        | Danylo Konovalov        | Ukraina                 | 325,90 | 38        | Gick inte vidare | Gick inte vidare | Gick inte vidare | Gick inte vidare |
| 39        | Mohamed Noaman          | Egypten                 | 325,50 | 39        | Gick inte vidare | Gick inte vidare | Gick inte vidare | Gick inte vidare |
| 40        | Isak Børslien           | Norge                   | 323,45 | 40        | Gick inte vidare | Gick inte vidare | Gick inte vidare | Gick inte vidare |
| 41        | Elias Petersen          | Sverige                 | 322,65 | 41        | Gick inte vidare | Gick inte vidare | Gick inte vidare | Gick inte vidare |
| 42        | Alexander Hart          | Österrike               | 321,85 | 42        | Gick inte vidare | Gick inte vidare | Gick inte vidare | Gick inte vidare |
| 43        | Andrzej Rzeszutek       | Polen                   | 312,35 | 43        | Gick inte vidare | Gick inte vidare | Gick inte vidare | Gick inte vidare |
| 44        | Kacper Lesiak           | Polen                   | 299,70 | 44        | Gick inte vidare | Gick inte vidare | Gick inte vidare | Gick inte vidare |
| 45        | Muhammad Syafiq Puteh   | Malaysia                | 296,35 | 45        | Gick inte vidare | Gick inte vidare | Gick inte vidare | Gick inte vidare |
| 46        | Luis Moura              | Brasilien               | 294,95 | 46        | Gick inte vidare | Gick inte vidare | Gick inte vidare | Gick inte vidare |
| 47        | Kyrylo Azarov           | Ukraina                 | 294,25 | 47        | Gick inte vidare | Gick inte vidare | Gick inte vidare | Gick inte vidare |
| 48        | Rafael Max              | Brasilien               | 288,15 | 48        | Gick inte vidare | Gick inte vidare | Gick inte vidare | Gick inte vidare |
| 49        | Guillaume Dutoit        | Schweiz                 | 283,70 | 49        | Gick inte vidare | Gick inte vidare | Gick inte vidare | Gick inte vidare |
| 50        | Sebastian Konecki       | Litauen                 | 283,35 | 50        | Gick inte vidare | Gick inte vidare | Gick inte vidare | Gick inte vidare |
| 51        | Adityo Restu Putra      | Indonesien              | 279,95 | 51        | Gick inte vidare | Gick inte vidare | Gick inte vidare | Gick inte vidare |
| 52        | Vyacheslav Kachanov     | Uzbekistan              | 279,55 | 52        | Gick inte vidare | Gick inte vidare | Gick inte vidare | Gick inte vidare |
| 53        | Chawanwat Juntaphadawon | Thailand                | 276,30 | 53        | Gick inte vidare | Gick inte vidare | Gick inte vidare | Gick inte vidare |
| 54        | Tornike Onikashvili     | Georgien                | 274,75 | 54        | Gick inte vidare | Gick inte vidare | Gick inte vidare | Gick inte vidare |
| 55        | Sebastián Morales       | Colombia                | 274,75 | 55        | Gick inte vidare | Gick inte vidare | Gick inte vidare | Gick inte vidare |
| 56        | Frank Rosales           | Kuba                    | 272,70 | 56        | Gick inte vidare | Gick inte vidare | Gick inte vidare | Gick inte vidare |
| 57        | Avvir Tham              | Singapore               | 266,20 | 57        | Gick inte vidare | Gick inte vidare | Gick inte vidare | Gick inte vidare |
| 58        | David Ekdahl            | Sverige                 | 263,90 | 58        | Gick inte vidare | Gick inte vidare | Gick inte vidare | Gick inte vidare |
| 59        | Martynas Lisauskas      | Litauen                 | 262,90 | 59        | Gick inte vidare | Gick inte vidare | Gick inte vidare | Gick inte vidare |
| 60        | David Ledinski          | Kroatien                | 252,65 | 60        | Gick inte vidare | Gick inte vidare | Gick inte vidare | Gick inte vidare |
| 61        | Yohan Eskrick-Parkinson | Jamaica                 | 250,65 | 61        | Gick inte vidare | Gick inte vidare | Gick inte vidare | Gick inte vidare |
| 62        | Hemam London Singh      | Indien                  | 238,80 | 62        | Gick inte vidare | Gick inte vidare | Gick inte vidare | Gick inte vidare |
| 63        | Curtis Yuen             | Hongkong                | 237,30 | 63        | Gick inte vidare | Gick inte vidare | Gick inte vidare | Gick inte vidare |
| 64        | Surajit Rajbanshi       | Indien                  | 231,90 | 64        | Gick inte vidare | Gick inte vidare | Gick inte vidare | Gick inte vidare |
| 65        | Tri Anggoro Priambodo   | Indonesien              | 207,30 | 65        | Gick inte vidare | Gick inte vidare | Gick inte vidare | Gick inte vidare |
| 66        | Nazar Kozhanov          | Kazakstan               | 202,25 | 66        | Gick inte vidare | Gick inte vidare | Gick inte vidare | Gick inte vidare |
| 67        | Nikola Paraušić         | Serbien                 | 197,40 | 67        | Gick inte vidare | Gick inte vidare | Gick inte vidare | Gick inte vidare |
| 68        | Dulanjan Fernando       | Sri Lanka               | 180,25 | 68        | Gick inte vidare | Gick inte vidare | Gick inte vidare | Gick inte vidare |
| 69        | Robben Yiu              | Hongkong                | 161,25 | 69        | Gick inte vidare | Gick inte vidare | Gick inte vidare | Gick inte vidare |
| 70        | Donato Neglia           | Chile                   | 0DNF0  | 0DNF0     | Gick inte vidare | Gick inte vidare | Gick inte vidare | Gick inte vidare |